# Bataille de Tewkesbury
Pour un article plus général, voir Guerre des Deux-Roses.
Guerre des Deux-Roses
Batailles
La bataille de Tewkesbury a lieu le 4 mai 1471 au confluent de l'Avon et de la Severn, dans le Gloucestershire. Elle marque la fin d'une phase de la guerre des Deux-Roses et oppose une armée royale légitime, comprenant 6 000 hommes de guerre, commandée par Marguerite d'Anjou, épouse d'Henri VI, à celle, inférieure en nombre, de l'ancien roi Édouard IV d'Angleterre, chef de la maison d'York à la rose blanche, récemment déposé par la maison de Lancastre à la rose rouge.
Pilonnée par l'artillerie de bombardes yorkiste, l'aile droite lancastrienne commandée par le duc de Somerset quitte ses positions, puis passe à l'offensive sur le flanc gauche commandé par le jeune duc de Gloucester, frère d'Édouard. Mais elle est repoussée par une forte résistance ennemie, puis taillée en pièces par une attaque surprise de la cavalerie adverse d'Édouard, qui, renforcée par les troupes mobiles du duc de Gloucester, cause la dispersion des combattants royaux. L'armée des Lancastre prend alors la fuite, laissant plus de 2 000 morts sur le champ de bataille, et Édouard IV remporte une victoire décisive.
La maison de Lancastre n'a plus d'espoir de reprendre le trône d'Angleterre. Édouard de Westminster, prince de Galles et seul héritier de la maison de Lancastre, a été tué lors des combats. De nombreux captifs, dont le duc de Somerset, sont exécutés à l'issue de la bataille. Marguerite d'Anjou est faite prisonnière. Henri VI, mentalement inapte et incarcéré à la tour de Londres, meurt, sans doute assassiné, quelques semaines plus tard. Marguerite d'Anjou, captive désormais inutile, est libérée contre rançon en 1476. La victoire du clan yorkiste, se saisissant de la couronne, restaure une stabilité politique précaire sur l'Angleterre jusqu'à la mort d'Édouard IV en 1483.

## Restauration d'Henri VI

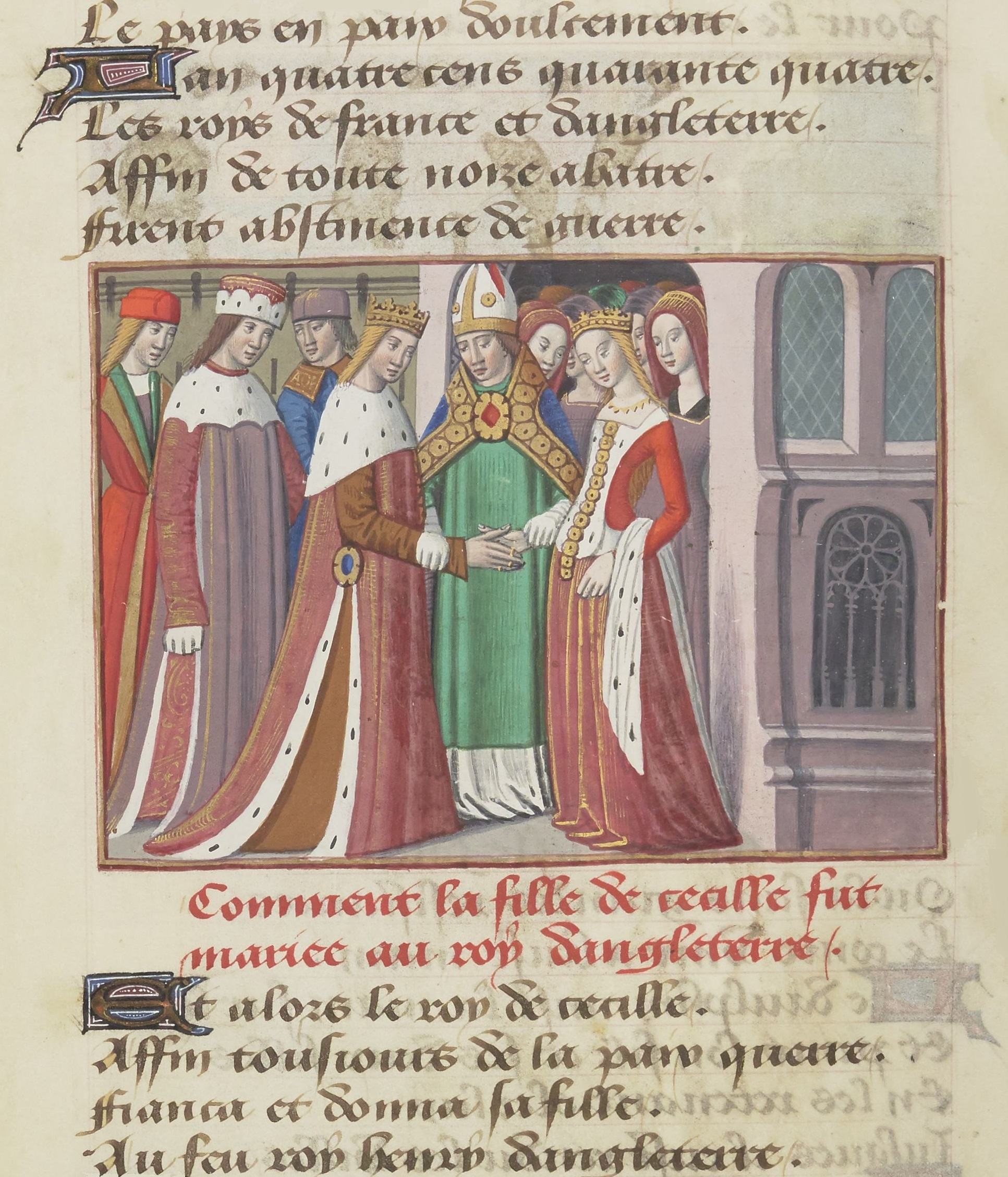
Mariage d'Henri VI et de Marguerite d'Anjou.

Richard Neville, comte de Warwick, ancien compagnon d'armes et favori du roi Édouard IV d'Angleterre, s'est brouillé avec lui et a fomenté avec l'aide de Georges, duc de Clarence et frère cadet d'Édouard, une révolte qui a échoué à la suite de la bataille de Losecoat Field le 12 mars 1470. Tous deux ont été déclarés traîtres et forcés de fuir en France, où ils sont accueillis à la cour du roi Louis XI. Le seul espoir du comte de Warwick de récupérer son influence est désormais de restaurer Henri VI d'Angleterre sur le trône. Louis XI, craignant une alliance entre Édouard IV et Charles le Téméraire, est prêt à apporter son soutien au comte mais celui-ci doit obtenir l'assentiment de la reine Marguerite d'Anjou, épouse d'Henri VI, pour légitimer sa cause. Richard Neville et Marguerite sont d'anciens ennemis jurés mais Louis XI et John Fortescue, conseiller de Marguerite, persuadent celle-ci de se réconcilier avec Neville. Richard Neville demande à genoux et obtient le pardon de la reine lors d'une entrevue à Angers. Édouard de Westminster, fils et héritier d'Henri VI, est fiancé à Anne Neville, la fille du comte de Warwick. Leur mariage sera célébré à Amboise le 13 décembre 1470. Richard Neville jure sa loyauté à Henri VI sur un fragment de la Vraie Croix dans la cathédrale Saint-Maurice d'Angers. Marguerite refuse cependant de débarquer en Angleterre, ou de laisser débarquer son fils, tant que Neville n'a pas établi un gouvernement et rendu le pays sûr.
Le comte de Warwick débarque dans le West Country le 13 septembre 1470 avec le duc de Clarence et plusieurs nobles fidèles aux Lancastre, dont John de Vere, comte d'Oxford, et Jasper Tudor, comte de Pembroke. Édouard IV fait route vers le sud pour affronter Richard Neville mais apprend que son frère John Neville, marquis Montagu, qui lui était demeuré loyal jusqu'ici, a changé de camp à la tête d'une grande armée dans le Nord de l'Angleterre. Voyant que sa cause est perdue, Édouard IV fuit à King's Lynn, d'où il embarque pour le continent. Il se réfugie en Bourgogne en compagnie de son plus jeune frère, Richard, duc de Gloucester, et de quelques fidèles. À Londres, Richard Neville libère Henri VI et le restaure en tant que roi d'Angleterre. Toutefois, sa position demeure précaire car son alliance avec Louis XI et son intention de déclarer la guerre à la Bourgogne menace le commerce avec la Flandre et est donc contraire aux intérêts des riches marchands. De son côté, Georges, privé de ses espoirs d'accéder au trône par la restauration de la lignée des Lancastre, se réconcilie secrètement avec son frère Édouard IV.

## Retour d'Édouard IV et mort de Richard Neville

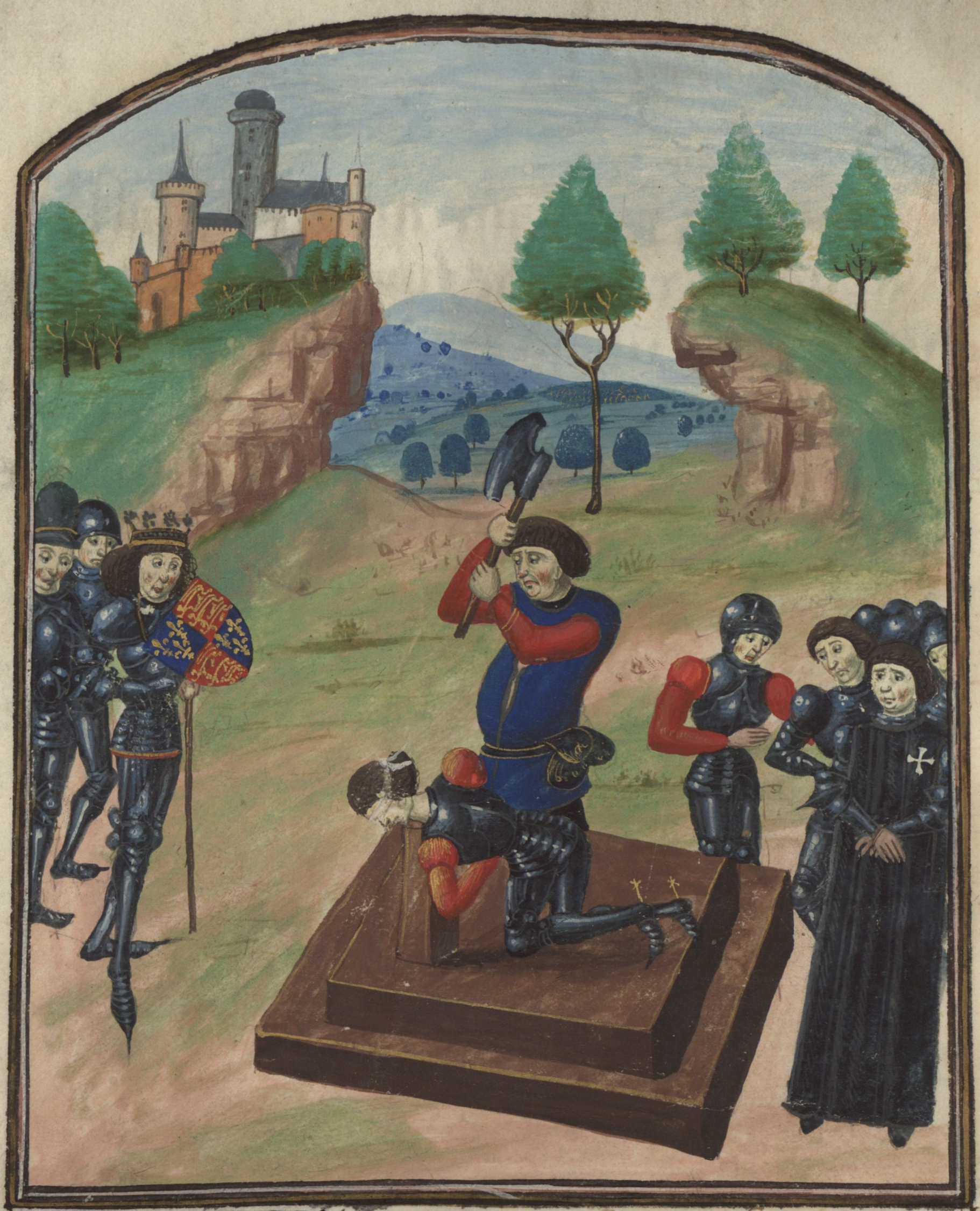
Miniature sur la rentrée victorieuse d'Edouard VI en Angleterre

Charles le Téméraire fournit à Édouard IV 50 000 florins, des navires et plusieurs centaines d'hommes. Édouard part du port de Flessingue le 11 mars 1471 avec 36 navires et 1 200 hommes. Il débarque brièvement à Cromer mais découvre que le duc de Norfolk, qui devait le soutenir, n'est pas au rendez-vous et que le comte de Warwick contrôle la région. Il accoste le 14 mars à Ravenspurn, près de l'embouchure de l'Humber, dans des conditions difficiles car sa flotte est dispersée par le mauvais temps et ses hommes débarquent par petits groupes et à plusieurs endroits. Édouard IV se dirige vers le sud du pays et échappe à l'armée de John Neville près du château de Pontefract. Il atteint la ville de Warwick, où il rassemble suffisamment de partisans pour se proclamer roi à nouveau. Richard Neville demande urgemment des renforts à Marguerite d'Anjou, qui rassemble des troupes en France, et se rend à Coventry pour barrer la route de Londres à Édouard IV tandis que John Neville poursuit les forces de ce dernier.
Édouard IV sait toutefois que son frère Georges s'apprête à trahir Richard Neville pour passer dans son camp et se dirige à marche forcée vers l'ouest afin d'opérer sa jonction avec ses troupes. Le duc de Clarence rejoint son aîné dans le Gloucestershire et appelle le comte de Warwick à se rendre mais ce dernier refuse de parlementer avec lui. Les troupes d'Édouard se dirigent rapidement sur Londres, poursuivies par les armées des frères Neville. Londres est censée être défendue par Edmond Beaufort, duc de Somerset, mais celui-ci est absent à l'arrivée d'Édouard IV et la ville lui ouvre ses portes. Henri VI est alors de nouveau emprisonné dans la tour de Londres. Édouard se prépare ensuite à affronter l'armée des Neville et les deux armées se rencontrent le 14 avril à la bataille de Barnet. Au cours d'un combat confus dans un épais brouillard, une partie des troupes des Neville en attaque d'autres par erreur et toute l'armée se débande en croyant à une trahison. Richard et John Neville sont tous les deux tués lors de cette déroute.

## Campagne de Tewkesbury
Pendant ce temps, Marguerite d'Anjou, pressée d'agir par Louis XI, embarque pour l'Angleterre le 24 mars avec son fils Édouard. Mais des tempêtes obligent sa flotte à regagner plusieurs fois les côtes françaises et elle ne débarque finalement à Weymouth que le jour même de la bataille de Barnet. Le duc de Somerset apprend à Marguerite la nouvelle de la défaite de Richard Neville alors qu'elle campe à l'abbaye de Cerne. Marguerite envisage alors de retourner en France mais le prince Édouard la persuade de livrer bataille. Edmond Beaufort et Jean de Courtenay, comte de Devon, ont levé une armée dans le West Country et leur meilleur espoir de vaincre les Yorkistes est de rejoindre les forces de Jasper Tudor qui se trouvent au pays de Galles. Une flotte commandée par Thomas Neville, un cousin de Richard Neville, se prépare de son côté à débarquer dans le Kent, où la famille Neville a toujours été populaire.

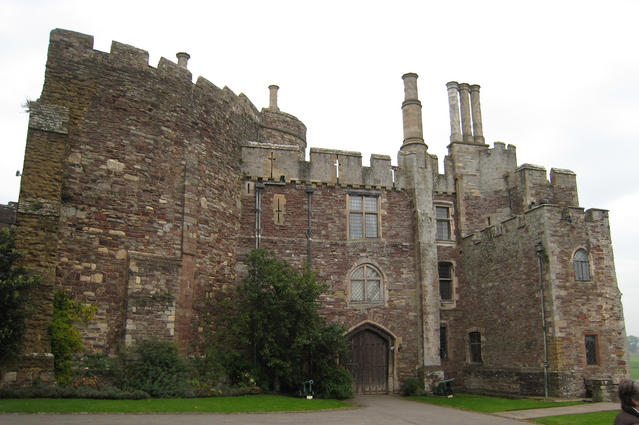
Le château de Berkeley.

À Londres, Édouard IV a appris l'arrivée de Marguerite d'Anjou deux jours après son débarquement. Bien qu'il ait laissé repartir bon nombre de ses partisans après sa victoire à Barnet, il rassemble rapidement des forces substantielles à Windsor. Malgré les feintes des Lancastriens qui tentent de lui faire croire qu'ils vont marcher directement sur Londres, Édouard IV part vers l'ouest du pays quelques jours plus tard. Le 30 avril, l'armée de Marguerite atteint Bath avant de se détourner brièvement de son chemin pour obtenir des armes, des renforts et de l'argent de la ville de Bristol. Le même jour, Édouard IV arrive à Cirencester et, apprenant que Marguerite est à Bristol, part aussitôt à sa rencontre. Mais une partie des troupes lancastriennes occupent Sodbury Hill, une colline fortifiée datant de l'âge du fer à une vingtaine de kilomètres au nord-est de Bristol, et les éclaireurs yorkistes subissent de lourdes pertes lorsqu'ils atteignent cette colline. Croyant que les Lancastre sont sur le point de livrer bataille, Édouard IV fait halte afin que les traînards rejoignent le corps principal de son armée. Les Lancastriens en profitent pour faire rapidement mouvement vers le nord en passant de nuit à moins de cinq kilomètres de l'armée yorkiste. Au matin du 2 mai, ils sont en sécurité au château de Berkeley avec plus de vingt kilomètres d'avance sur les Yorkistes.
Édouard IV se rend compte que les Lancastriens cherchent à traverser la Severn pour passer au pays de Galles et que le plus proche point de passage qu'ils peuvent utiliser est à Gloucester. Il envoie un message urgent au gouverneur de la ville, Richard Beauchamp, lui donnant l'ordre de fermer les portes de Gloucester à Marguerite et de se tenir prêt à défendre la ville. Quand les Lancastriens arrivent devant Gloucester au matin du 3 mai, Beauchamp refuse de les laisser passer et Marguerite comprend qu'elle n'a pas suffisamment de temps pour s'emparer de la ville avant l'arrivée d'Édouard IV. Ses troupes se dirigent alors à marche forcée sur Tewkesbury, à seize kilomètres de Gloucester, pour atteindre le pont de Upton-upon-Severn, encore onze kilomètres plus loin. L'armée d'Édouard IV parcourt cinquante kilomètres, passant à Cheltenham en fin d'après-midi. La journée est très chaude et les deux armées sont épuisées. Les Lancastriens sont forcés d'abandonner une partie de leur artillerie, qui est capturée par les renforts yorkistes venant de Gloucester.
Les Lancastriens font halte pour la nuit à Tewkesbury car la plupart de leurs hommes sont des fantassins et ne peuvent pas continuer leur route sans prendre du repos. L'armée yorkiste est en revanche constituée en majeure partie de troupes montées. Renseigné par ses éclaireurs sur la position de l'armée adverse, Édouard IV fait faire à ses troupes une nouvelle marche de dix kilomètres depuis Cheltenham, s'arrêtant finalement à moins de cinq kilomètres des Lancastriens. Ceux-ci savent qu'ils ne pourront pas faire retraite sans être attaqués par l'arrière et qu'ils sont donc forcés de livrer bataille.

## Bataille

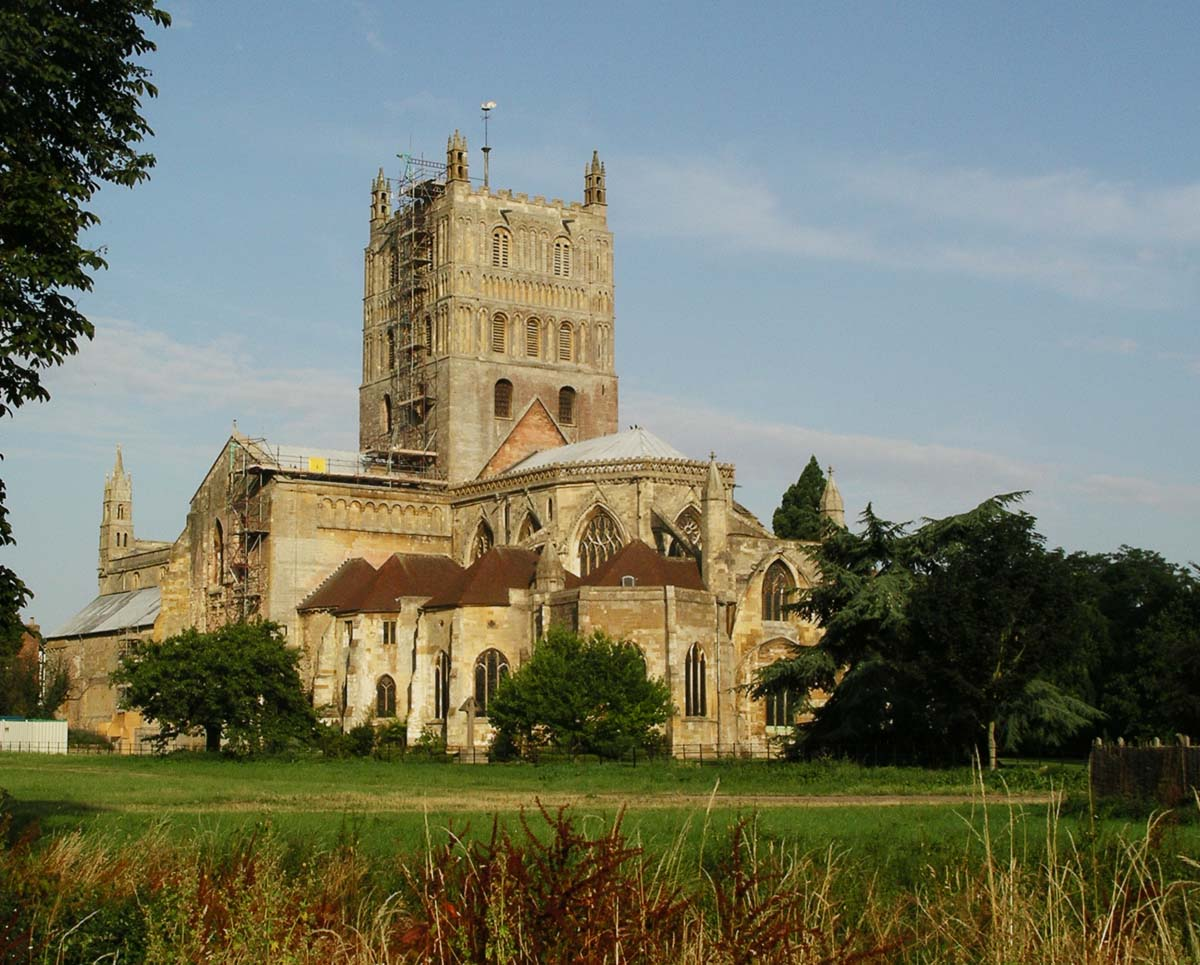
L'abbaye de Tewkesbury.

Le matin du 4 mai, les Lancastriens prennent une position défensive au sud de Tewkesbury avec l'Avon et la Severn derrière eux. L'abbaye de Tewkesbury se trouve juste derrière le centre de leur armée. Marguerite d'Anjou a passé la nuit dans la ferme de Gobes Hall avant de trouver refuge dans un sanctuaire religieux le jour de la bataille. La force principale des positions lancastriennes leur est fournie par la nature du sol devant eux, constitué de haies, de bois et de talus, particulièrement sur leur aile droite. L'armée lancastrienne compte environ 6 000 hommes. Elle est organisée en trois corps de bataille. L'aile droite est commandée par Edmond Beaufort. Un ruisseau, le Colnbrook, s'écoule au milieu de ses positions, ce qui rend certains déplacements difficiles. Le centre lancastrien est commandé par John Wenlock, qui a rejoint le camp yorkiste après la première bataille de St Albans en 1455 avant de repasser du côté des Lancastre quand Richard Neville a fait défection. Le prince Édouard de Westminster est également présent au centre. L'aile gauche est dirigée par Jean de Courtenay. Une petite rivière, la Swilgate, protège son flanc avant que son cours ne rejoigne l'Avon devant ses positions.
L'armée yorkiste, légèrement inférieure en nombre, compte de 3 500 à 5 000 hommes selon les estimations. Son aile droite est commandée par William Hastings, l'un des plus fidèles partisans d'Édouard IV. Celui-ci commande le centre de son armée, dans lequel son frère Georges, duc de Clarence, est également présent. Édouard place à la tête de son aile gauche son frère Richard, duc de Gloucester, qui est âgé de seulement 18 ans mais s'est révélé un commandant très compétent à Barnet et qu'Édouard préfère placer face à Edmond Beaufort. Le roi prend une autre décision tactique importante en donnant l'ordre à 200 lanciers montés d'occuper le bois épais situé à sa gauche afin d'empêcher les Lancastriens de l'attaquer depuis cet endroit et d'agir de leur propre initiative s'ils ne sont pas attaqués dans les bois.

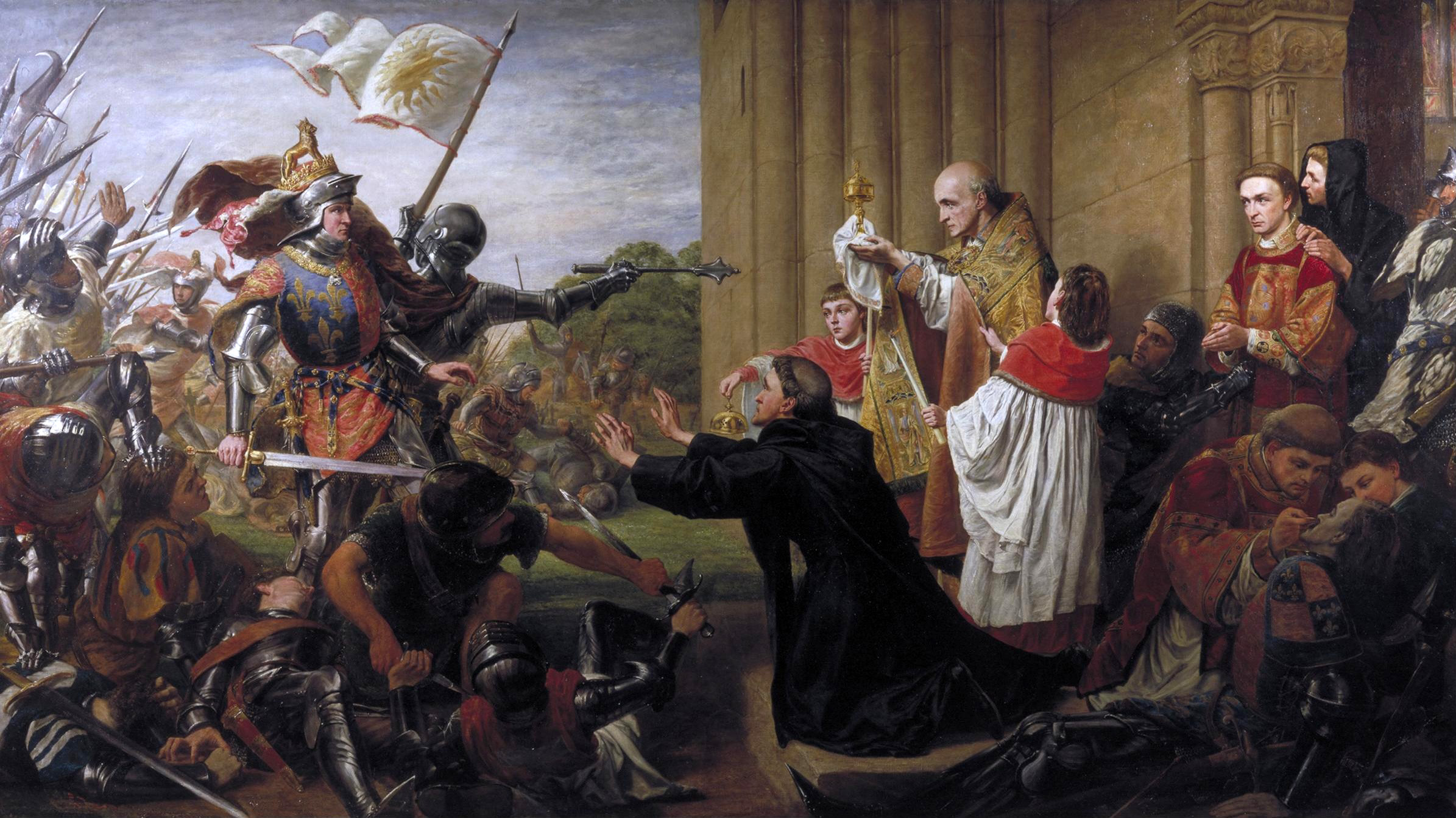
Édouard IV et ses troupes forçant l'entrée de l'abbaye de Tewkesbury, par Richard Burchett (1867).

Édouard IV avance vers les positions lancastriennes mais le terrain est si accidenté qu'il lui est difficile de lancer une attaque en ordre de bataille. Ses archers et son artillerie font alors pleuvoir sur les Lancastriens un déluge de flèches et de boulets de canons. Les Yorkistes ont en effet plus d'artillerie que leurs adversaires et sont certainement plus compétents dans son utilisation. Le duc de Somerset, en voulant échapper à ce bombardement ou bien en voyant une occasion de prendre à revers le corps de bataille d'Édouard IV, mène ses hommes à l'attaque du flanc gauche du roi. Surprises, les troupes yorkistes résistent néanmoins avec acharnement et repoussent leurs assaillants à travers les haies et les talus. Au moment crucial, les 200 cavaliers qu'Édouard IV avait envoyé dans les bois attaquent le duc de Somerset sur son flanc droit et par l'arrière, alors que le corps de bataille du duc de Gloucester se joint également au combat.
Le corps de bataille d'Edmond Beaufort est mis en déroute et la plupart de ses hommes sont massacrés alors qu'ils tentent de fuir. La prairie qui borde les deux côtés du Colnbrook est connu depuis ce jour sous le nom de « pré sanglant » (Bloody Meadow). Edmond Beaufort va trouver John Wenlock et lui demande pourquoi son corps de bataille ne l'a pas soutenu. Selon les récits de l'époque, il n'attend pas sa réponse et le tue d'un coup de hache dans la tête avant de se réfugier dans l'abbaye de Tewkesbury. Le moral de l'armée lancastrienne s'effondre et les hommes prennent la fuite mais la Swilgate devient alors un obstacle mortel et beaucoup se noient ou sont tués par leurs poursuivants, à l'instar de Jean de Courtenay. Entre 2 000 et 3 000 Lancastriens selon les estimations périssent lors de la bataille.

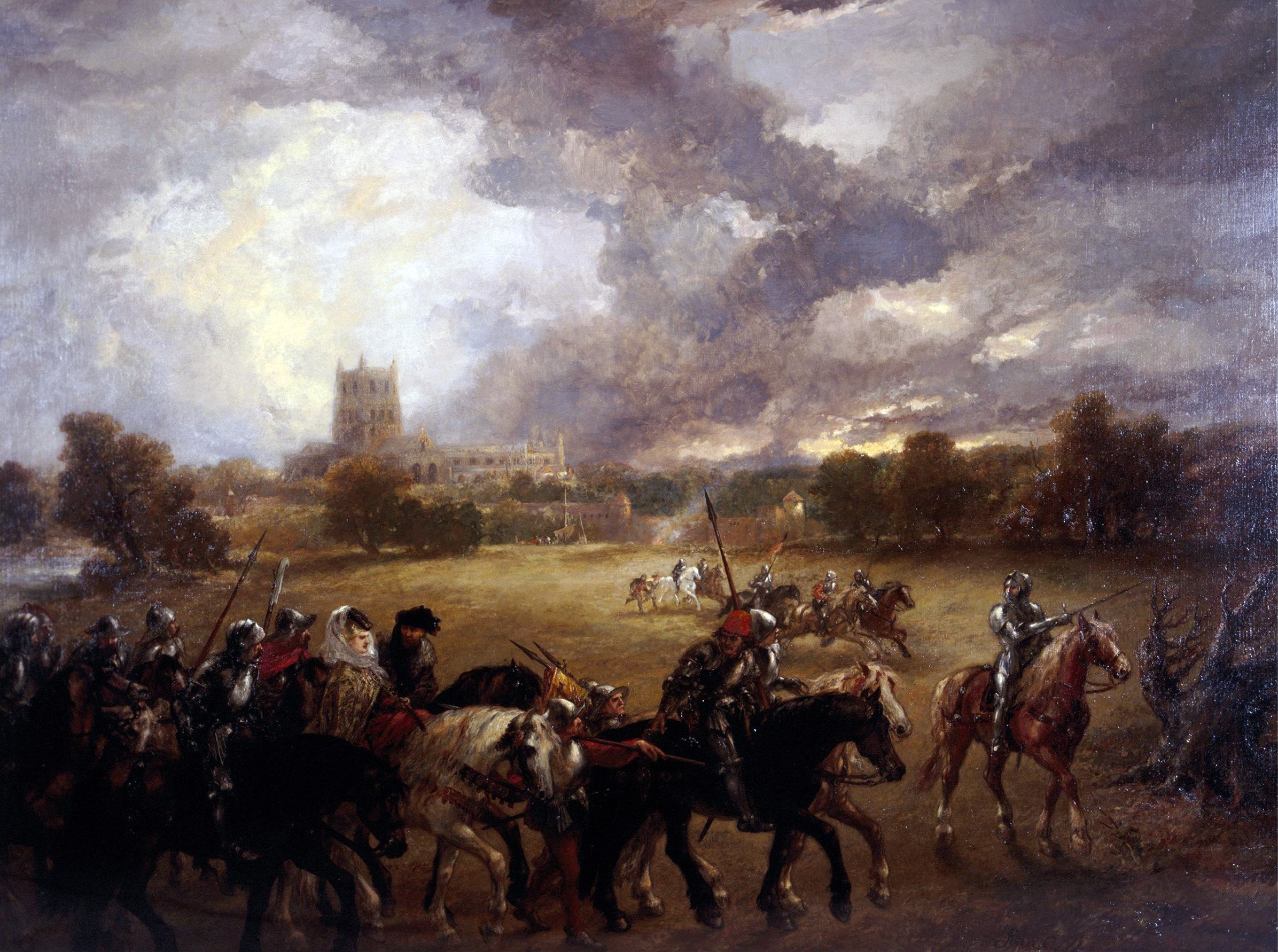
Marguerite d'Anjou faite prisonnière après la bataille de Tewkesbury par John Gilbert (1875).

Beaucoup de chevaliers et de nobles lancastriens trouvent refuge dans l'abbaye de Tewkesbury. Édouard IV accorde sa permission pour que le prince Édouard ainsi que d'autres nobles tués soient enterrés dans l'abbaye ou dans d'autres endroits de la ville sans que leurs corps ne soient équarris en tant que traîtres comme c'était alors la coutume. Néanmoins, deux jours après la bataille, le duc de Somerset et d'autres chefs de l'armée lancastrienne sont traînés hors de l'abbaye, et les ducs de Gloucester et de Norfolk les font exécuter après des simulacres de procès. L'abbaye, qui n'était pas officiellement un sanctuaire, doit être à nouveau consacrée un mois après la bataille à la suite des violences s'y étant déroulées. Le 7 mai, Marguerite d'Anjou se rend à Édouard IV.
Plusieurs théories existent en ce qui concerne la mort du prince Édouard. Il est généralement admis qu'il a été tué pendant la déroute lancastrienne, version que corroborent les chroniqueurs yorkistes. Néanmoins, cette opinion n'est pas unanimement partagée : à partir du règne d'Henri VII, plusieurs chroniques prétendent que le prince est froidement assassiné après la bataille. Paul Murray Kendall accepte la théorie selon laquelle le prince Édouard, blessé pendant la bataille, est trouvé près d'un bosquet par des hommes du duc de Clarence et immédiatement décapité, malgré les supplications adressées par le prince. Plusieurs décennies après les événements, les chroniques de Polydore Virgile et Édouard Hall suggèrent que le prince Édouard est capturé par le chevalier Richard Croftes, qui convoite la récompense de 100 livres offerte par Édouard IV avant la bataille pour la capture ou la mort du prince. Amené dans la tente d'Édouard IV, le prince Édouard est interrogé par ce dernier, qui lui demande pourquoi il a levé une armée contre lui, ce à quoi il lui répond qu'il est venu recouvrer l'héritage de son père. À ces mots, Édouard IV le gifle du revers de son gant, après quoi les autres personnes présentes, à savoir les ducs de Clarence et de Gloucester, ainsi que William Hastings et Thomas Grey, se jettent sur le prince Édouard et le tuent de leurs épées.

## Conséquences

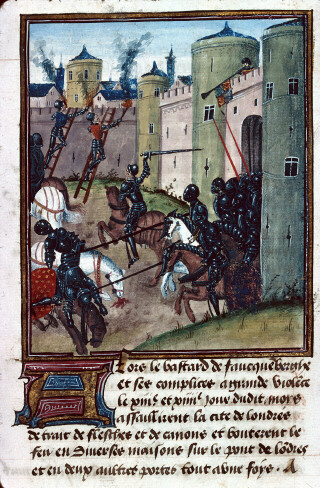
Sortie des gens d'Édouard IV contre les incendiaires dirigés sur Londres par Thomas Neville.

Édouard IV se rend à Coventry pour y prendre des dispositions contre les forces de Jasper Tudor au pays de Galles et un soulèvement lancastrien dans le Yorkshire et donne à son armée trois jours de repos. Toutefois, les plus dangereuses des forces lancastriennes restantes sont celles qui sont sous le commandement de Thomas Neville. Celui-ci a débarqué à Sandwich et a rapidement recruté des troupes parmi les partisans des Neville du Kent. Ces troupes ajoutées aux exilés lancastriens et aux mercenaires de son armée constituent une force de 16 000 à 17 000 hommes. Le 12 mai, il attaque Londres. Ses hommes brûlent Southwark Bridge et une partie de la banlieue de Southwark mais sont repoussés au pont de Londres. Deux jours plus tard, il attaque Aldgate et Bishopsgate mais est à nouveau repoussé par les défenseurs londoniens. En apprenant que l'armée d'Édouard IV s'approche, Thomas Neville bat en retraite sur Sandwich. Abattu par la nouvelle de la bataille de Tewkesbury et par la mort du prince Édouard, il se rend sans résistance peu après. Il est emprisonné et exécuté quatre mois plus tard, peut-être après une tentative d'évasion.
Édouard IV est accueilli triomphalement à Londres le 21 mai et parade dans les rues en exposant sa captive Marguerite d'Anjou derrière lui dans une charrette. Henri VI meurt à la tour de Londres durant la nuit du 21 au 22 mai. Il est annoncé officiellement qu'il est mort de chagrin en apprenant la nouvelle de la mort de son fils, mais il est plus probable qu'il a été assassiné sur l'ordre de Richard, duc de Gloucester, lui-même agissant sans doute comme intermédiaire d'Édouard IV. Le duc de Gloucester se marie peu après avec Anne Neville, veuve du prince Édouard. L’Angleterre connaît la paix durant le reste du règne d'Édouard IV.
Avec la mort d'Edmond Beaufort et de son frère cadet Jean à Tewkesbury, la lignée mâle de la maison de Beaufort est éteinte. Marguerite Beaufort et son fils Henri Tudor demeurent les seuls représentants de cette famille liée par le sang aux Lancastre. Henri rejoint son oncle paternel Jasper Tudor au pays de Galles et vit en exil en Bretagne pendant le reste du règne d'Édouard IV. Marguerite se marie en 1472 avec Thomas Stanley, un partisan d'Édouard IV, et le poussera en 1485 à se retourner contre Richard III, devenu roi d'Angleterre en 1483 après la mort de son frère et avoir éliminé les deux fils de celui-ci, afin que son fils devienne roi sous le nom d'Henri VII.

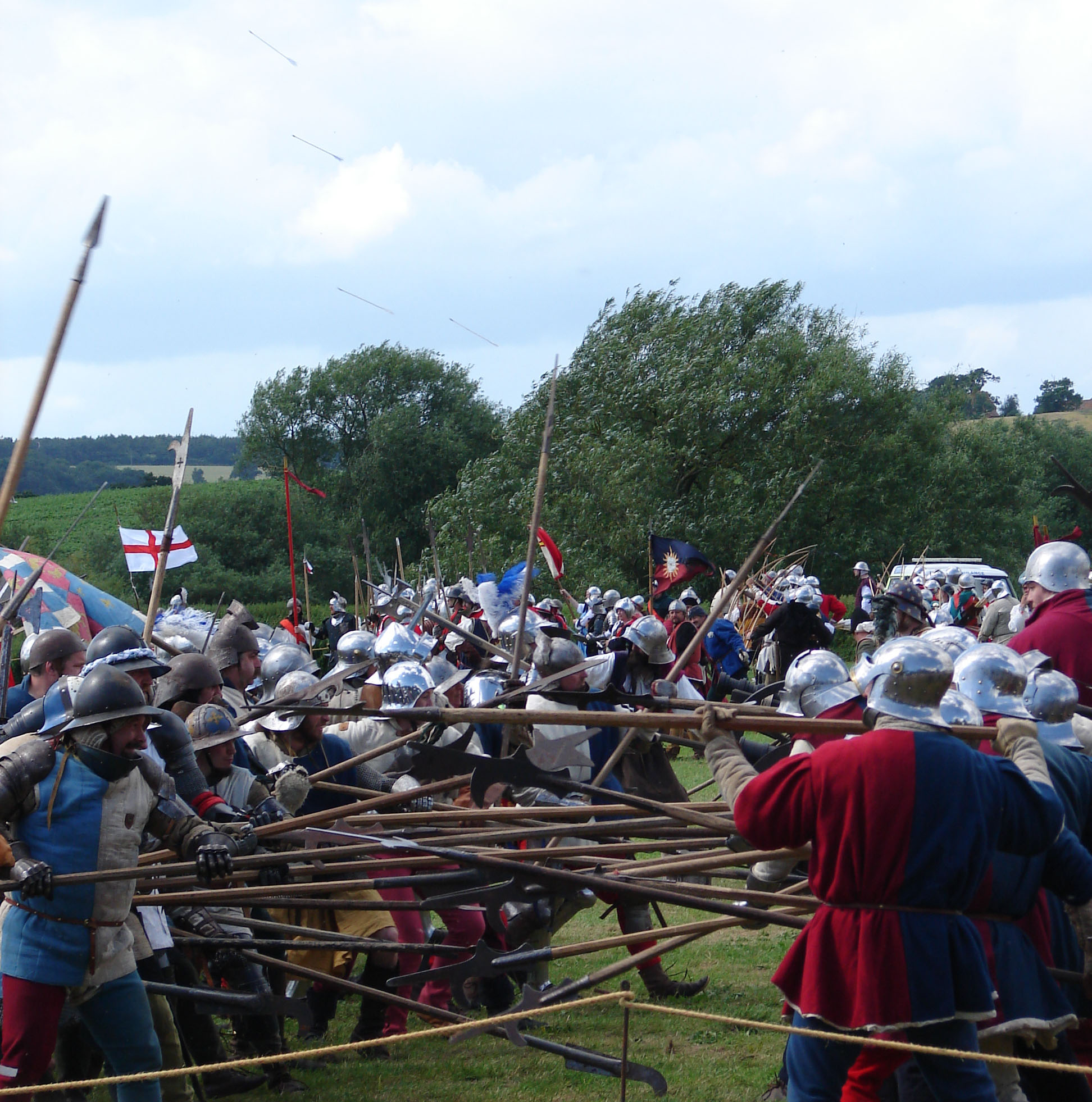
Reconstitution de la bataille à l'occasion du festival médiéval de Tewkesbury.

## Postérité
Une reconstitution de la bataille se déroule chaque année au cours du festival médiéval de Tewkesbury qui a lieu le deuxième week-end de juillet. Ce festival fondé en 1984 est le plus important d'Europe de ce genre. À sa création, le festival comportait une dizaine de stands et la bataille était reconstituée par une centaine de participants mais il s'est développé avec les années et comptait en 2002 environ 120 stands alors que 2 000 personnes participaient à la reconstitution de la bataille. Le groupe de medieval rock Schelmish s'est produit plusieurs fois sur scène à l'occasion du festival. En 2003, environ 25 000 personnes s'y sont rendues.
Deux sculptures en bois de 5 m de haut commémorant la bataille ont été érigées en 2014 à l'initiative de la Tewkesbury Battlefield Society.